# Johann Georg von Einsiedel (Politiker)
Johann Georg Graf von Einsiedel (* 25. Dezember 1848 in Dresden; † 20. November 1931 in Reibersdorf) war ein deutscher Standesherr und Politiker.

## Leben und Wirken

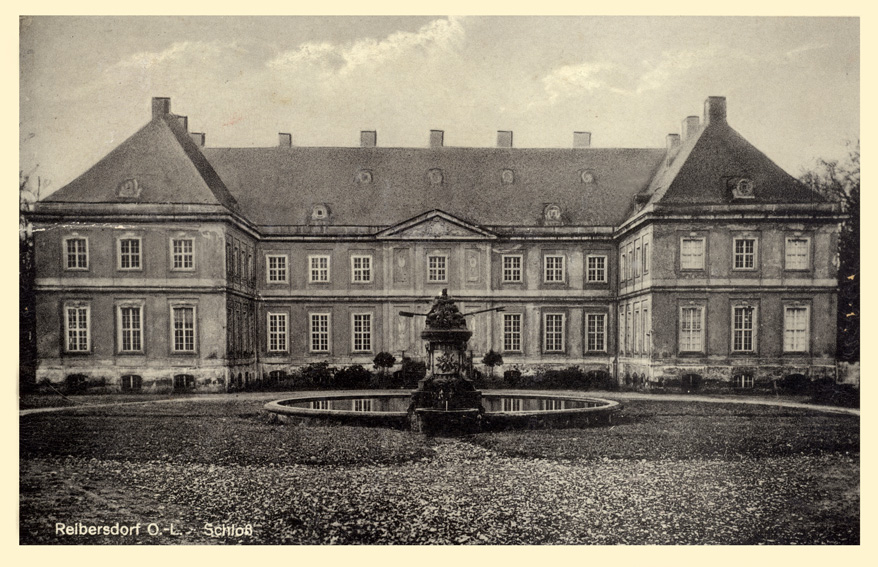
Schloss Reibersdorf, 1694 bis 1945 im Besitz der Familie von Einsiedel

Johann Georg war der Sohn von Georg Alexander Graf von Einsiedel (1813–1867) und dessen Ehefrau Friederike Christine geb. Baronesse von Blome (1827–1906). Er besaß neben der Standesherrschaft Reibersdorf, die er von seinem Onkel Kurt Heinrich Ernst Graf von Einsiedel geerbt hatte, das Rittergut Kreba bei Niesky. Er war königlich sächsischer Kammerherr und Oberschenk. Die in der Sächsischen Verfassung von 1831 festgeschriebene Vertretung der Standesherrschaft Reibersdorf in der I. Kammer des Sächsischen Landtags nahm er zunächst ab 1877 als Bevollmächtigter seines Onkels und dann als Vertreter seines eigenen Besitzes bis zur Auflösung der Kammer infolge der Novemberrevolution 1918 wahr.

## Familie
Am 9. Juni 1882 heiratete er in Berlin Frieda Gräfin von Westarp (1863–1949), einer Enkelin des Generalstabsarztes Heinrich Gottfried Grimm (1804–1884) und Cousine des Politikers Kuno von Westarp (1864–1945).
Sie hatten sechs Kinder:
- Alexander (1884–1957), wurde Haupterbe und Freier Standesherr auf Reibersdorf
- Herbert (1885–1945) wurde aktiver Offizier, zuletzt Oberstleutnant a. D.
- Ellinor (* 1886) ⚭ 1904 Friedrich Wilhelm Graf von Fürstenstein
- Vera (* 1887)
- Natalie (1892–1936) war kurz mit Curt von Rappard verheiratet, führte dann wieder ihren Geburtsnamen, der Genealoge Johann Georg von Rappard ist ihr Sohn
- Elsa-Freda (* 1895), war dreimal verheiratet, sämtlich mit adeligen Offizieren und Gutsbesitzern, führte aber nach ihrer letzten Scheidung 1933 wieder ihren Geburtsnamen.